# Apollinare di Laodicea il Vecchio
Apollinare di Laodicea il Vecchio detto anche Apollinare di Alessandria (Alessandria d'Egitto, ... – ...; fl. IV secolo) è stato un teologo e grammatico greco antico.

## Biografia
Docente di grammatica a Berito e Laodicea nel IV secolo, dopo la sua conversione al cristianesimo fu ordinato sacerdote. Benché gli fosse stato proibito dal vescovo Teodoto frequentò, assieme al figlio Apollinare il Giovane, il circolo del retore pagano Epifanio e per questo fu temporaneamente scomunicato. Riabilitato, in contrapposizione all'imperatore Flavio Claudio Giuliano, che nel 362 aveva vietato ai cristiani di insegnare lettere classiche, Apollinare compose una grammatica illustrata da esempi ricavati da letterati cristiani e un poema, probabilmente assieme al figlio, in 24 libri sulla storia degli ebrei dalla creazione a Saul. Scrisse poi varie opere classiche dove imitava Omero, Pindaro, Euripide, Platone, Menandro. Nessuna di queste opere si è conservata.
Nel 346 Apollinare, fu nuovamente scomunicato assieme al figlio dal vescovo ariano Giorgio di Laodicea, per aver ospitato il vescovo antiariano Atanasio di Alessandria dal suo ritorno dall'esilio.
Scrisse tra il 376 e il 380  una Dimostrazione dell'Incarnazione divina dove trattava una concezione, ricostruita tramite le citazioni nell'Antirrheticus adversus Apollinarem di Gregorio di Nissa, del dogma dell'incarnazione riferita in particolare alla concezione virginale della Madonna avvenuta, secondo Apollinare, perché il Verbo divino si era sostituito nel corpo di Maria all'anima razionale.